# Де-Вітт (Арканзас)
Де-Вітт (англ. DeWitt) — місто (англ. city) в США, в окрузі Арканзас штату Арканзас. Є адміністративним центром округу. Населення — 3056 осіб (2020).

## Географія
Де-Вітт розташований на висоті 58 метрів над рівнем моря за координатами 34°17′14″ пн. ш. 91°20′18″ зх. д. / 34.28722° пн. ш. 91.33833° зх. д. (34.287357, -91.338308). За даними Бюро перепису населення США в 2010 році місто мало площу 7,76 км², уся площа — суходіл.

## Історія
В 1821 році столиця штату Арканзас була перенесена з міста Арканзас-Пост в Літл-Рок, однак Арканзас-Пост продовжував залишатися адміністративним центром однойменного округу. Кілька років по тому вздовж заплави річок Арканзас та Вайт-Рівер виникли великі сільськогосподарські плантації, а населені пункти Олд-Оберн та Сент-Чарльз, що розташовані в південній частині округу, стали значно крупніше діючої столиці округу Арканзас.
Суперництво між містами Олд-Оберн та Сент-Чарльз за роль окружного центру призвело до оголошення 1852 року дострокових виборів адміністративного центру, внаслідок яких Арканзас-Пост залишилось в колишньому статусі окружного центру Арканзасу, проте було ухвалено рішення про вибір місця для будівництва нового міста спеціально для окружного самоврядування. На вирішення цієї задачі були уповноважені полковник Чарльз У. Белкнап, Лерой Монтгомері та земельний розпорядник округу Адам Мактесті, які вибрали в кінцевому підсумку для будівництва район, розташований в межах одного кілометра від географічного центру округу Арканзас.
Після визначення місця будівництва нового міста постало питання про його назву. Консенсусу в суперечці між Белнапом, Монтгомері та Мактесті знайти не вдалося, тому всі троє написали різні варіанти на папірцях, поклали в капелюх та тягнули з неї за чергою. Та що залишилася на останньому папірці виявилося назва «Де-Вітт», написана Мактесті, який був великим шанувальником діяльності полковника Де-Вітта Клінтона в Нью-Йорку. Оскільки в США до того часу вже було місто Клінтон, Мактесті вирішив написати не прізвище полковника, а його ім'я «Де-Вітт». За вказівкою окружного суду полковник Белнап був призначений розпорядником будівництва будівлі окружної тюрми та окружного суду в новому споруджуваному місті.

## Демографія
Згідно з переписом 2010 року, у місті мешкали 3292 особи в 1366 домогосподарствах у складі 877 родин. Густота населення становила 424 особи/км². Було 1546 помешкань (199/км²).
Расовий склад населення:
| - 74,5 % — білих - 21,4 % — чорних або афроамериканців - 0,4 % — азіатів - 0,3 % — корінних американців - 2,1 % — осіб інших рас |

До двох чи більше рас належало 1,4 %. Іспаномовні складали 3,2 % від усіх жителів.
За віковим діапазоном населення розподілялося таким чином: 24,2 % — особи молодші 18 років, 59,2 % — особи у віці 18—64 років, 16,6 % — особи у віці 65 років та старші. Медіана віку мешканця становила 39,1 року. На 100 осіб жіночої статі у місті припадало 88,5 чоловіків; на 100 жінок у віці від 18 років та старших — 84,9 чоловіків також старших 18 років.
Середній дохід на одне домашнє господарство становив 44 400 доларів США (медіана — 31 000), а середній дохід на одну сім'ю — 59 080 доларів (медіана — 47 134). Медіана доходів становила 31 134 долари для чоловіків та 25 615 доларів для жінок. За межею бідності перебувало 22,2 % осіб, у тому числі 28,3 % дітей у віці до 18 років та 15,9 % осіб у віці 65 років та старших.
Цивільне працевлаштоване населення становило 1268 осіб. Основні галузі зайнятості: виробництво — 22,9 %, освіта, охорона здоров'я та соціальна допомога — 18,0 %, роздрібна торгівля — 17,7 %.
За даними перепису населення 2000 року в Де-Вітті мешкало 3552 особи, 977 сімей, налічувалося 1419 домашніх господарств і 1552 житлових будинки. Середня густота населення становила близько 530 осіб на один квадратний кілометр. Расовий склад Де-Вітта за даними перепису розподілився таким чином: 77,93 % білих, 20,92 % — чорних або афроамериканців, 0,17 % — корінних американців, 0,23 % — азіатів, 0,56 % — представників змішаних рас, 0,20 % — інших народів. Іспаномовні склали 0,53 % від усіх жителів міста.
З 1419 домашніх господарств в 32,2 % — виховували дітей віком до 18 років, 47,2 % представляли собою подружні пари, які спільно проживали, в 18,3 % сімей жінки проживали без чоловіків, 31,1 % не мали сімей. 27,1 % від загального числа сімей на момент перепису жили самостійно, при цьому 14,4 % склали самотні літні люди у віці 65 років та старше. Середній розмір домашнього господарства склав 2,35 особи, а середній розмір родини — 2,84 особи.
Населення міста за віковим діапазоном за даними перепису 2000 року розподілилося таким чином: 24,5 % — жителі молодше 18 років, 8,3 % — між 18 і 24 роками, 26,0 % — від 25 до 44 років, 22,1 % — від 45 до 64 років і 19,0 % — у віці 65 років та старше. Середній вік мешканця склав 39 років. На кожні 100 жінок в Де-Вітті припадало 87,1 чоловіків, у віці від 18 років та старше — 79,1 чоловіків також старше 18 років.
Середній дохід на одне домашнє господарство в місті склав 22 545 доларів США, а середній дохід на одну сім'ю — 26 940 доларів. При цьому чоловіки мали середній дохід в 25 600 доларів США на рік проти 19 052 доларів середньорічного доходу у жінок. Дохід на душу населення в місті склав 13 408 доларів на рік. 21,5 % від усього числа сімей в окрузі і 25,1 % від усієї чисельності населення перебувало на момент перепису населення за межею бідності, при цьому 33,3 % з них були молодші 18 років і 21,7 % — у віці 65 років та старше.